# 85e division de fusiliers motorisés
Pour les articles homonymes, voir 85e division.
La 85e division de fusiliers motorisés est une grande unité militaire de l'Armée de terre soviétique puis russe. Créée pendant la Seconde Guerre mondiale comme division de fusiliers, la division est transformée en unité de fusiliers motorisés en 1957. En 2009, la division est réduite sous le nom de 32e brigade de fusiliers motorisés avant de former le 228e régiment de fusiliers motorisés de la 90e division de chars de la Garde en 2016.

## Historique

### Seconde Guerre mondiale
La division est créée en juillet 1941 sous le nom de 2e division de fusiliers de la milice populaire de Léningrad (2-я Ленинградская стрелковая дивизия народного ополчения). Recrutée dans le district Moskovski de la ville, la division est d'abord rattachée au groupe opérationnel de Koporié (ru) (ancien secteur défensif de Kingissepp) du front de Leningrad, et déployée dans la tête de pont d'Oranienbaum. Renommée 85e division le 23 septembre 1941, elle passe ce même mois à la 8e armée (19e corps de fusiliers). Elle quitte la tête de pont au début de l'été 1942. Recomplétée avec de nouvelles recrues, la division est à nouveau lourdement entamée lorsqu'elle est engagée en août dans la tentative de liaison avec le front de Volkhov.
La division reçoit le titre honorifique Павловская (Pavlovskaïa) le 27 janvier 1944 après la libération de Pavlovsk. Elle reçoit l'ordre du Drapeau rouge le 22 mars 1944. 

### Guerre froide
En septembre 1945, la division prend à garnison à Novossibirsk et fait partie du 122e corps de fusiliers du district militaire ouest-sibérien. En 1946, la division est réduite à la taille d'une brigade et prend le nom de 24e brigade indépendante de fusiliers, directement subordonnée au district militaire. En décembre 1951, la 24e brigade reforme la 85e division de fusiliers.
Le district militaire ouest-sibérien fusionne en 1956 dans le district militaire sibérien . Le 25 juin 1957, la 85e division de fusiliers est transformée en 85e division de fusiliers motorisés. Le 27 mars 1967, la division reçoit le titre honorifique Ленинградска (Léningradskaïa) en souvenir de son action pendant le siège de Leningrad.
À partir de 1972, la division est jumelée avec la 67e division de chars de réserve. Dans les années 1980, la division a son état-major sur la base militaire Novossibirsk-17, avec des unités détachées à Toptchikha et à Iourga.

### Unité russe

L'insigne de la de fusiliers motorisés (puis du formé à partir de la brigade).

En 2009, la division est réduite sous le nom de 32e brigade de fusiliers motorisés. Cette brigade devient à son tour le 228e régiment de fusiliers motorisés le 31 décembre 2016.

## Composition
Pendant la guerre, la 85e division de fusiliers est constitué des unités suivantes :
- 59e régiment de fusiliers,
- 103e régiment de fusiliers,
- 141e régiment de fusiliers,
- 167e régiment d'artillerie.

Devenu une brigade, l'unité est organisée autour de trois bataillons de fusiliers, un bataillon de chars et d'automoteurs et un régiment d'artillerie. Les régiments reprennent leur numéro en 1951 tandis que le bataillon de chars et d'automoteurs devient le 387e régiment de chars et d'automoteurs. En 1957, les régiments de fusiliers deviennent des régiments de fusiliers motorisés mais tous conservent leurs numéros. Le 167e régiment d'artillerie garde également son numéro et son nom.
En mars 1959, le 103e régiment de fusiliers motorisés et le 387e régiment de chars sont dissous et remplacés par le 228e régiment de fusiliers motorisés et le 386e régiment de chars de la 74e division de fusiliers motorisés dissoute,.

En septembre 1993, le 141e régiment de fusiliers motorisés et le 386e régiment de chars sont à leur tour dissous et remplacés par le 288e régiment de fusiliers motorisés de la Garde et le 74e régiment de chars de la Garde de la 94e division de fusiliers de la Garde dissoute.

Insignes d'unités russes de la division
Insigne du 74e régiment de chars de la Garde.
Insigne du 228e régiment de fusiliers motorisés.